# Wolfgang Haney
Wolfgang Johann Haney (geboren am 9. Januar 1924 in Berlin; gestorben am 13. Oktober 2017 ebenda) war ein deutscher Überlebender und Zeitzeuge des Holocaust, Numismatiker, Sammler von judenfeindlicher und antisemitischer Propaganda und Objekten zum nationalsozialistischen System der Ghettos und Konzentrationslager.

## Jugend im Nationalsozialismus
Wolfgang Haney wurde 1924 als Sohn einer assimilierten Jüdin und eines katholischen Vaters geboren. Der Vater war Betreiber einer Musikschule in Berlin-Pankow. Wolfgang und sein Bruder wurden katholisch erzogen, galten aber nach den Nürnberger Gesetzen seit 1935 als jüdische Mischlinge ersten Grades. Da Wolfgang Haney als „Halbjude“ kein Abitur machen durfte, absolvierte er ab 1938 eine Maurerlehre. Ab 1941 konnte er nach einer Begabten-Sonderprüfung an einer Berliner Baugewerkschule studieren.
Der Judenboykott entzog Haneys Großeltern ihre wirtschaftliche Existenzgrundlage, beide starben noch vor Beginn des Zweiten Weltkriegs. Auch Wolfgangs Vater musste wegen seiner Ehe mit einer Jüdin seine Musikschule schließen. Kurz vor Kriegsende wurde Wolfgang Haney, der als „wehrunwürdiger“ Halbjude nicht Soldat wurde, von der Schule verwiesen und leistete Dienst in einer Arbeitsbrigade. Sein Vater musste in einem Strafbataillon Bomben entschärfen, weil er sich nicht scheiden lassen wollte. Haneys Mutter arbeitete zunächst in der Blindenwerkstatt von Otto Weidt, der zahlreichen Juden das Leben rettete. Einer Durchsuchung der Werkstatt durch die Gestapo konnte sie nur knapp entgehen. Die letzten Monate des Krieges verbrachte Haneys Mutter versteckt in einem Wald bei Rehfelde, etwa 30 Kilometer östlich von Berlin, zunächst in einem Erdloch, später in einer von Haney gezimmerten Hütte. Ihr Bruder wurde in Auschwitz ermordet.

## Nach der Befreiung
Nach Ende des Zweiten Weltkriegs plante Haney zunächst die Auswanderung nach Israel. Obwohl er bereits über die Einreisepapiere verfügte, nahm er letztendlich davon Abstand, da er die Auswanderung in ein Land mit fremder Sprache scheute und sich nicht als Jude fühlte. Noch während des Krieges war Haney in die Siedlung Eichkamp gezogen, in der er bis kurz vor seinem Tod lebte. Haney schloss sein Studium in Berlin ab und war als Ingenieur am Wiederaufbau der Stadt beteiligt. Zunächst war er Leiter des Tiefbauamtes, dann Stadtrat für Bau- und Wohnungswesen im Bezirk Charlottenburg. Später wurde er Dienststellenleiter bei der BEWAG. Gemeinsam mit seiner Ehefrau, ebenfalls eine Überlebende des Holocaust mit jüdischen Wurzeln, besuchte er Schulen, um Jugendlichen als Zeitzeugen über das Schicksal ihrer Familien zu berichten. Haneys Vorträge und Ausstellungen führten ihn durch ganz Europa und nach Übersee.

## Sammlung von judenfeindlicher Propaganda und Zeugnissen der NS-Alltagskultur

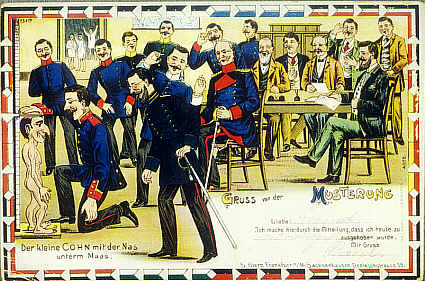
Antisemitische Spott-Postkarte, um 1905: Der kleine Cohn bei der Musterung

Bereits als Kind hatte Haney Münzen und andere Objekte gesammelt, seine Sammlungen fielen dem Krieg zum Opfer. In den folgenden Jahrzehnten betätigte er sich in seiner Freizeit als Münzsammler, er war Mitglied der Numismatischen Gesellschaft zu Berlin und dreißig Jahre lang Vorsitzender der Berliner Münzfreunde.
Erst nach seiner Pensionierung 1991 wandte sich Wolfgang Haney dem Sammeln von Judaica zu, insbesondere von Zeugnissen des Antisemitismus, der Judenverfolgung und der nationalsozialistischen Ghettos und Konzentrationslager. Haney stieß eher zufällig auf KZ-Geld des Konzentrationslagers Oranienburg und war als Münzensammler „fasziniert, dass es so etwas gegeben hat“. Haney widmete sich intensiv der Erforschung dieser Zeitdokumente und konnte in Entschädigungsverfahren jüdischer Zwangsarbeiter deren wirtschaftliche Ausbeutung belegen helfen. Da es sich bei KZ-Geld um ein nicht besonders umfangreiches Sammelgebiet handelt, erweiterte Haney bald die Thematik seiner Sammlung.
Zunächst war Haneys Sammeltätigkeit noch dadurch begünstigt, dass die den Markt bestimmenden Militaria-Händler und ihre Kunden an Militärgeschichte und an Erinnerungsstücken höherer NS-Funktionäre interessiert waren. Dokumente zur Judenverfolgung galten als wertlos und waren preiswert zu erwerben. Über fast drei Jahrzehnte hinweg baute Haney zwei mehr als 12.000 Objekte umfassende Sammlungen von Objekten und Dokumenten aus Konzentrationslagern und Ghettos und von antisemitischen Postkarten auf. Die Sammlung von Objekten des Lagerwesens umfasst beispielsweise Lebensmittelkarten mit dem Vermerk „für Juden“, Judensterne in fast allen bekannten Ausführungen (wie den zweisprachig mit „Jood“ und „Juif“ beschrifteten belgischen Judenstern) und Fotografien aus Ghettos und Konzentrationslagern. Haney war Mitherausgeber eines 2014 erschienenen Buchs über die Lebensmittel-Versorgung von Juden während des Zweiten Weltkriegs.
Bei den Postkarten sammelte Haney zunächst nur deutsche Karten, weil er es als Opfer nationalsozialistischer Verfolgung vermeiden wollte, den Deutschen die Möglichkeit der Entschuldigung mit dem Hinweis auf den Antisemitismus in anderen Ländern zu verschaffen. Später gab er diese Beschränkung auf, so dass seine Sammlung auch einen repräsentativen Querschnitt durch die Produktion judenfeindlicher Postkarten in anderen Staaten wie Polen, Russland, Frankreich, Großbritannien und den Vereinigten Staaten bot.
Haney sammelte bewusst nicht nur für sich alleine, sondern stattete mehr als 70 Ausstellungen zur Zeitgeschichte mit Objekten aus seinen Sammlungen aus. Herausragend war dabei die 1999 vom Jüdischen Museum Frankfurt a. M. und dem Museum für Kommunikation Frankfurt erarbeitete Wechselausstellung Abgestempelt – Judenfeindliche Postkarten, die sich überwiegend auf Material von Haney stützte und in ihrer ursprünglichen Form bis 2004 an mehreren Orten gezeigt wurde. In einer überarbeiteten und komprimierten Form wird sie seither als Wanderausstellung von der Bundeszentrale für politische Bildung verliehen. 2005 erarbeitete die Erinnerungsstätte für die Freiheitsbewegungen in der deutschen Geschichte eine zweisprachige deutsch-polnische Wanderausstellung mit dem Titel „... und wir hörten auf, Mensch zu sein.“ Der Weg nach Auschwitz im Spiegel der Sammlung Wolfgang Haney. Mit 500 Exponaten aus der Sammlung Haney, darunter Briefen, Geldscheinen, KZ-Kleidung, Ausbruchs- und Todesmeldungen, aber auch einer Bordellkarte und einem selbst gebastelten Feuerzeug, wurde der Lageralltag im KZ Auschwitz illustriert. Die Ausstellung wurde zunächst im Museum Europäischer Kulturen und anschließend in mehreren deutschen und polnischen Städten gezeigt.

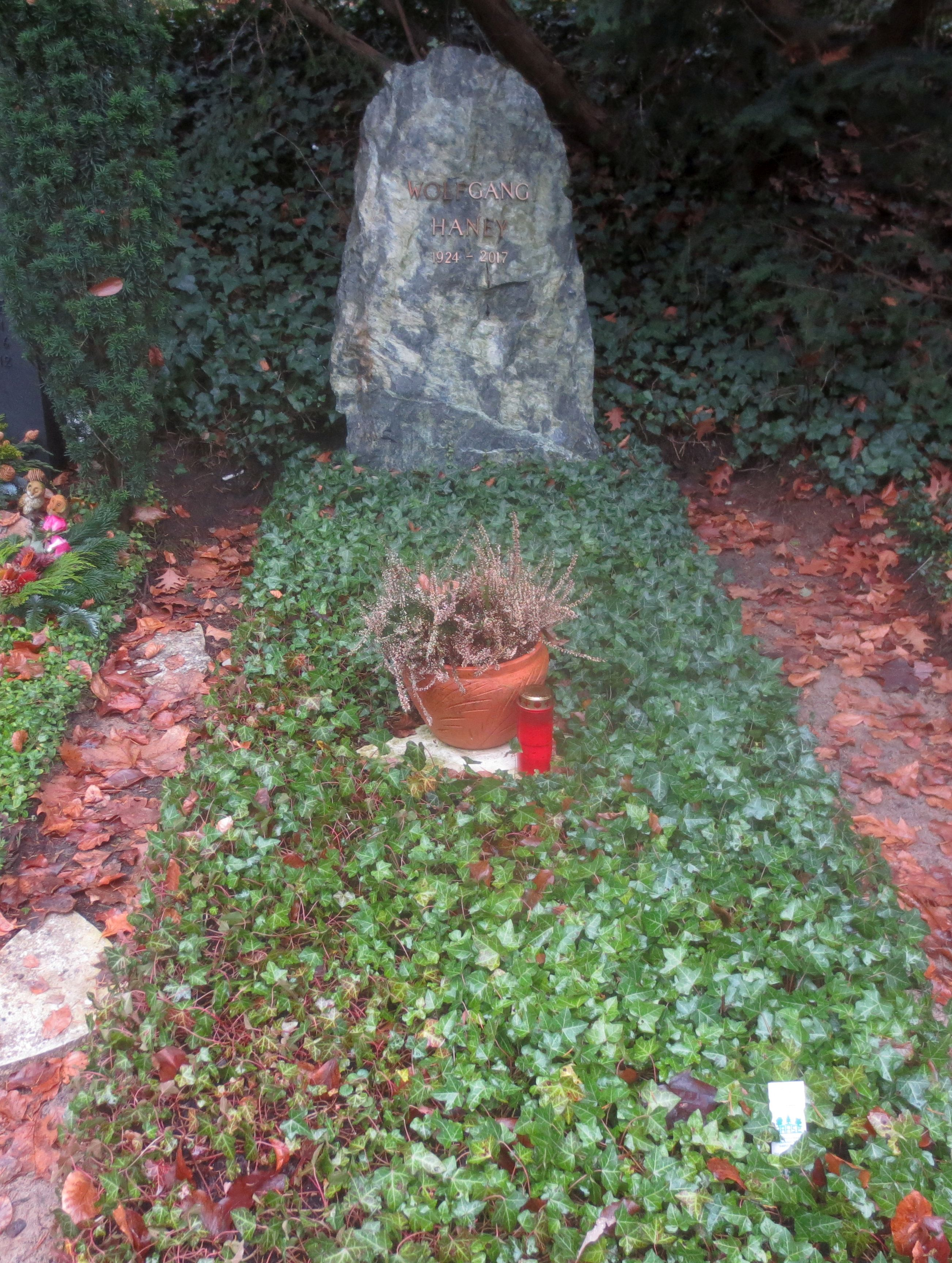
Grab von Wolfgang Haney auf dem Friedhof Heerstraße in Berlin-Westend

Haney wurde für seine Mitwirkung bei der Aufarbeitung des Holocaust und in der politischen Bildung vielfach ausgezeichnet, so mit dem Verdienstorden der Bundesrepublik Deutschland und 2006 mit dem Verdienstorden des Landes Berlin. 2015 war er einer der Preisträger des Obermayer German Jewish History Award.
Wolfgang Haney starb am 13. Oktober 2017 nach kurzer Krankheit im Alter von 93 Jahren in Berlin. Die Beisetzung fand am 27. Oktober 2017 auf dem landeseigenen Friedhof Heerstraße in Berlin-Westend statt. Die letzte Ruhestätte von Wolfgang Haney (Grablage: 12-C-6) liegt in der Nähe des Grabes seiner Gattin Marie-Luise Haney (1917–2007).
Seit Ende 2019 befindet sich die Sammlung von Wolfgang Haney im Deutschen Historischen Museum in Berlin; sie soll gemeinsam mit dem Zentrum für Antisemitismusforschung der Technischen Universität Berlin wissenschaftlich aufgearbeitet werden.

## Veröffentlichungen (Auswahl)
- Isabel Enzenbach, Wolfgang Haney (Hrsg.): Alltagskultur des Antisemitismus im Kleinformat. Vignetten der Sammlung Wolfgang Haney ab 1880. Metropol-Verlag, Berlin 2011, ISBN 978-3-86331-063-9.
- Hans-Ludwig Grabowski, Wolfgang Haney (Hrsg.): Kennzeichen "Jude". Antisemitismus – Entrechtung – Verfolgung – Vernichtung und die Rationierung von Nahrungsmitteln und Verbrauchsgütern für Juden in Großdeutschland und den besetzten Gebieten 1939 bis 1945. Battenberg Gietl Verlag, Regenstauf 2014, ISBN 978-3-86646-558-9.
- Hans-Ludwig Grabowski, Wolfgang Haney (Hrsg.): Der Jude nahm uns Silber, Gold und Speck... Für politische Zwecke und antisemitische Propaganda genutzte Geldscheine in der Zeit der Weimarer Republik und des Dritten Reichs. Battenberg Gietl Verlag, Regenstauf 2015, ISBN 978-3-86646-122-2.